# دوتینگا
دوتینگا شهری در شهرستان ساپونه در استان بازگا در بورکینافاسوی مرکزی است و جمعیت آن ۶۳۸ نفر است.